# Dichrostachys cinerea

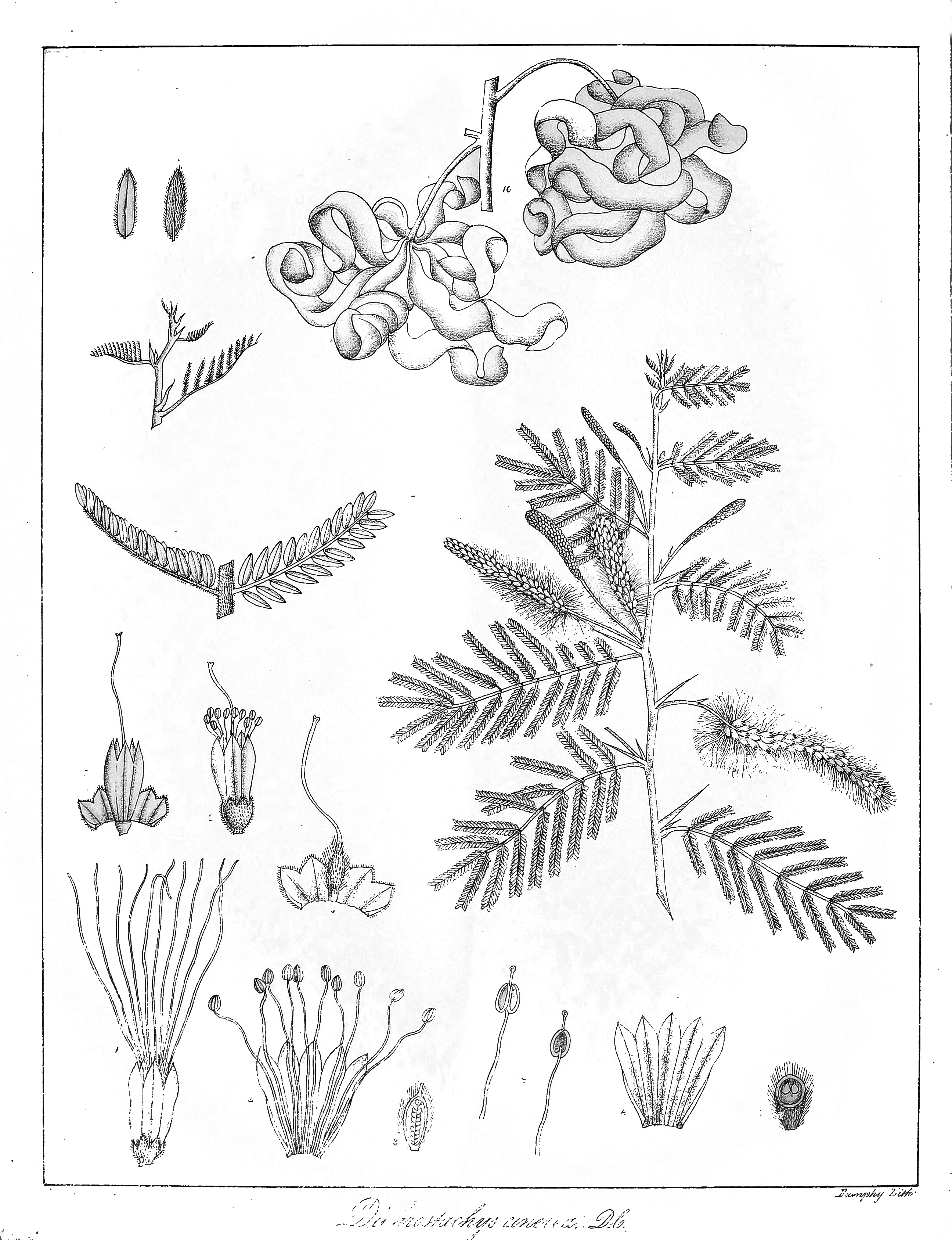
Illustration von Dichrostachys cinerea

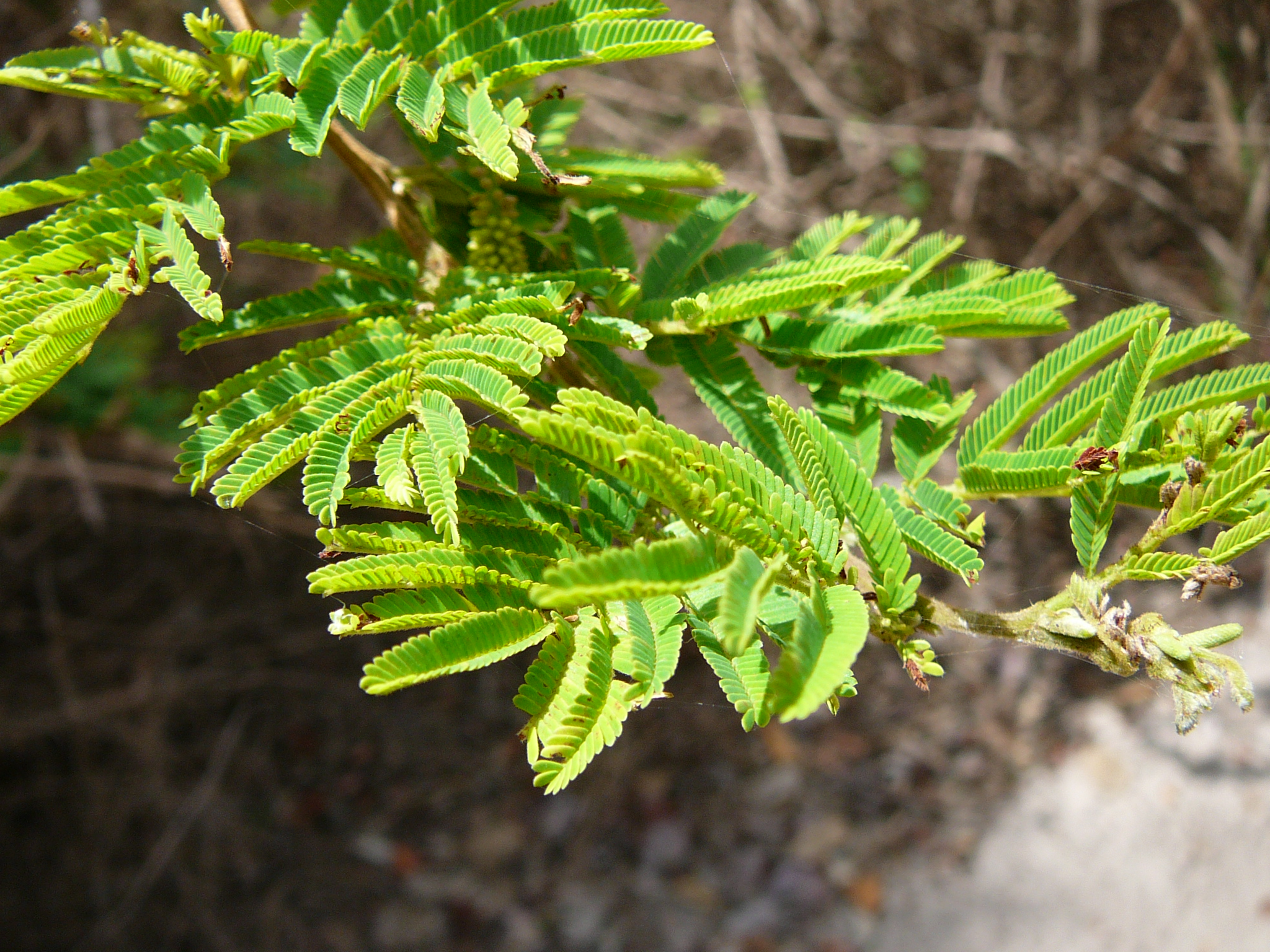
Laubblätter

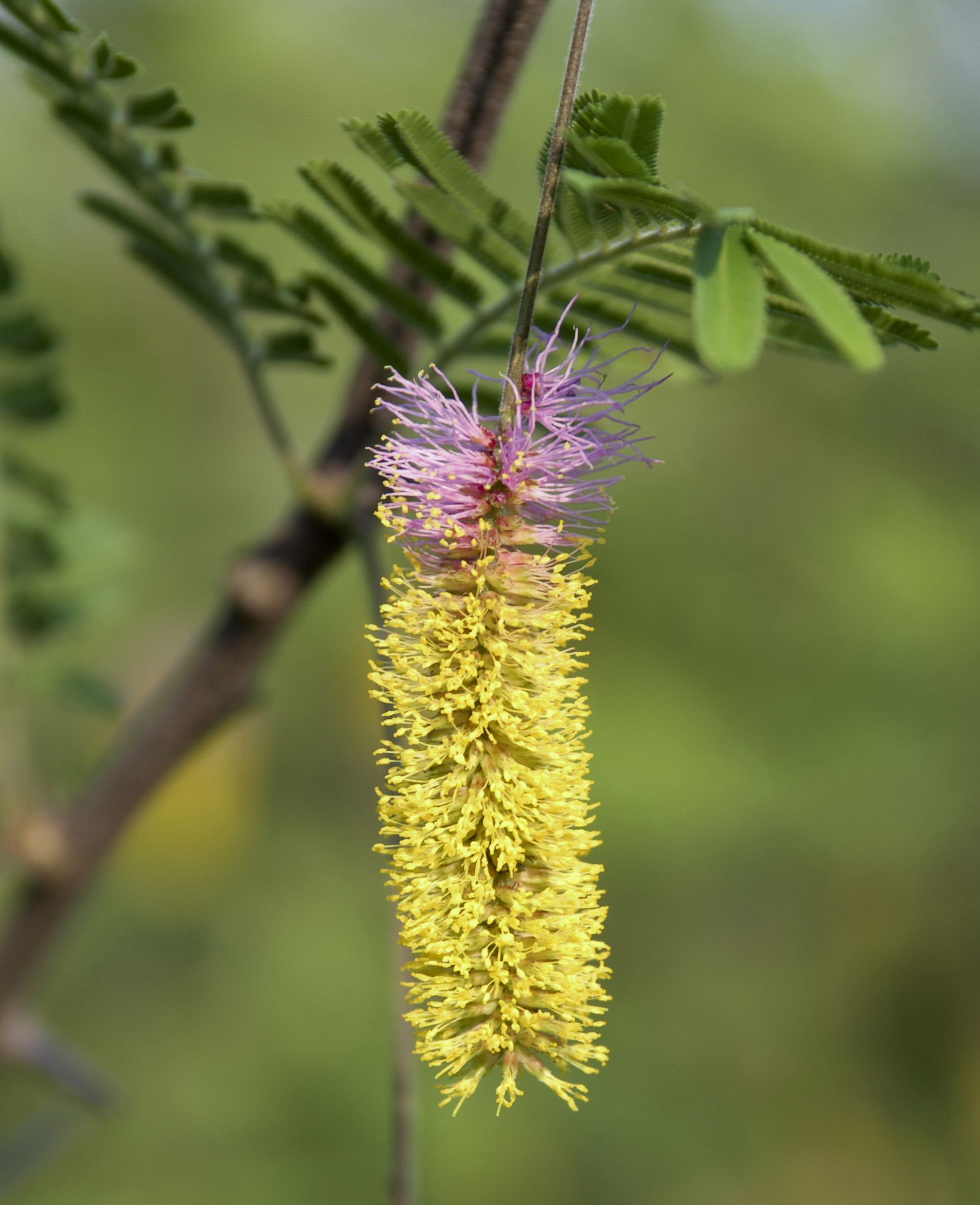
Blütenstand

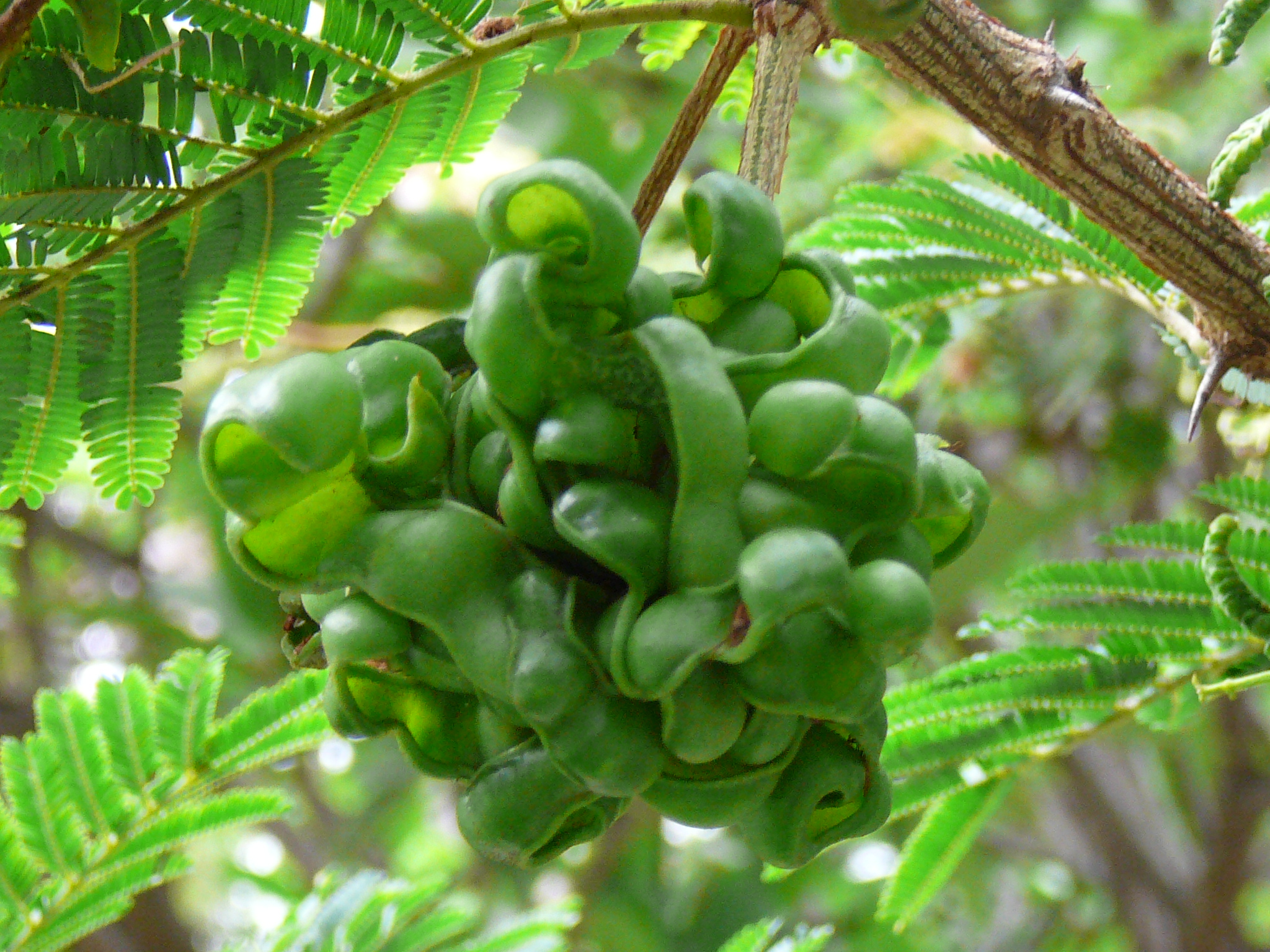
Unreife Hülsenfrüchte

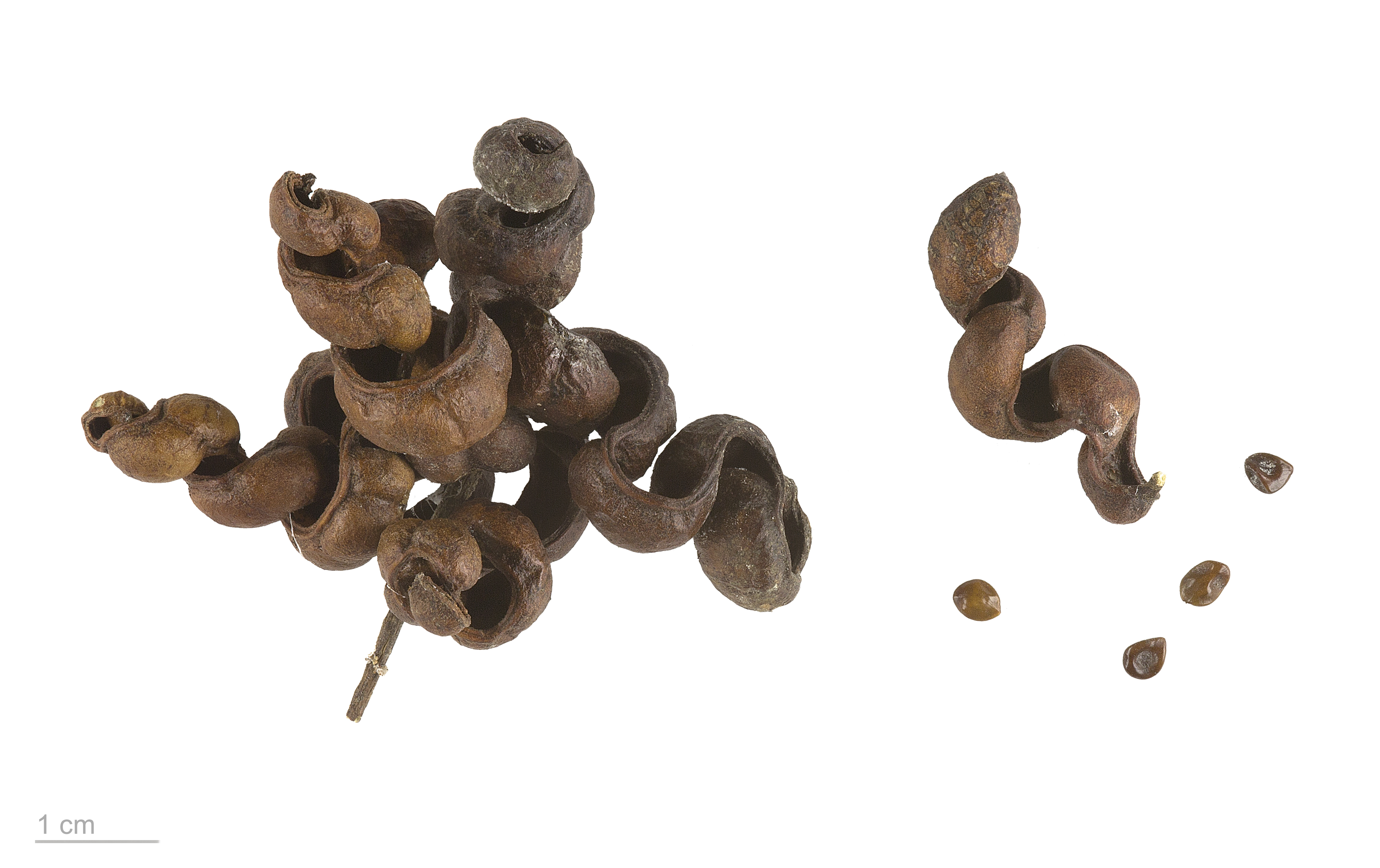
Hülsenfrüchte und Samen

Der Farbkätzchenstrauch (Dichrostachys cinerea) ist eine Pflanzenart aus der Gattung Dichrostachys innerhalb der Familie der Hülsenfrüchtler (Fabaceae) aus der Unterfamilie der Mimosengewächse. Es werden einige englischsprachige Trivialnamen wie „Bell-flowered Mimosa“, „Sickle bush“, „Chinese lantern tree“ und „Kalahari Christmas tree“ verwendet; Selten wird der deutschsprachige Trivialname „Kalahari-Weihnachtsbaum“ benutzt.

## Beschreibung

### Vegetative Merkmale
Dichrostachys cinerea wächst als schnellwüchsiger, dorniger und laubabwerfender Strauch oder kleiner Baum und erreicht Wuchshöhen von 1,5 bis 6, selten bis zu 12 Metern. Die Zweige haben 7–8 Zentimeter lange, einzelne Dornen. Die grau-braune bis graue, dicke Borke ist furchig.
Die gestielten und wechselständigen Laubblätter sind doppelt gefiedert und sind bis zu 3–8 Zentimeter lang. Der Blattstiel ist bis 5–6 Millimeter lang. Es sind viele (bis 19 Paare) Fiedern mit vielen (bis 41 Paare) sehr kleinen Blättchen vorhanden. Die Rhachis, die Blättchen und der Blattstiel sind mehr oder weniger behaart, an der Rhachis können Drüsen vorkommen. Die ganzrandigen Blättchen sind nur 1,5–12 Millimeter lang. Es sind kleine Nebenblätter vorhanden.

### Generative Merkmale
Die auffallenden, zweifarbigen und hängenden, achselständigen, kleinen ährigen Blütenstände erhalten ihre charakteristische Färbung durch die rosa-, purpurfarbenen bis weißen Staminodien ohne Antherode der sterilen Blüten bzw. die zwittrigen Blüten im unteren Teil mit den meistens gelben Staubblättern. Die kleinen, duftenden und sitzenden Blüten sind zwittrig und fünfzählig mit doppelter Blütenhülle. Die Petalen sind grünlichweiß-rosa oder -gelblich. Es sind 10 etwas vorstehende Staubblätter, mit manchmal einer abfallenden Drüse an den Antheren, und ein oberständiger, weichaariger Fruchtknoten mit einem langen Griffel mit kopfiger, flacher Narbe vorhanden.
Die dunkelbraunen, zu mehreren, knäuelig erscheinenden, meist verdrehten, verwundene und meistens nicht öffnenden, hartledrigen sowie mehr oder weniger fein behaarten Hülsenfrüchte weisen eine Länge von 4 bis 9 Zentimeter und einen Durchmesser von 0,6 bis 1,5 Zentimeter auf. Die 4–6 braunen bis schwärzlichen, glatten, etwas glänzenden und flachen Samen mit Pleurogram sind etwa 4–5 Millimeter lang.

## Vorkommen
Sie gedeiht in den sandigen Böden der westafrikanischen Küstengebiete und der Savanne im tropischen und südlichen Afrika bis nach Indien und Südostasien.
Als invasive Pflanze, beispielsweise auf Kuba (dort „marabú“ oder „aroma“ genannt), gilt Dichrostachys cinerea als schwer bekämpfbares „Weideunholz“ und ist weitverbreitet.

## Taxonomie
Die Erstveröffentlichung erfolgte 1753 unter dem Namen (Basionym) Mimosa cinerea in Species Plantarum auf Seite 520 durch Carl von Linné. Die Neukombination zu Dichrostachys cinerea wurde 1834 durch Robert Wight und George Arnott Walker Arnott veröffentlicht.
Der Gattungsname Dichrostachys (griechisch) bedeutet „zweifarbige Ähre“. Das Artepitheton cinerea leitet sich vom lateinischen Wort cineres für „aschgrau“ ab.
Weitere Synonyme für Dichrostachys cinerea (L.) Wight & Arn. von sehr vielen sind: Cailliea glomerata (Forssk.) J.F.Macbr., Dichrostachys glomerata (Forssk.) Chiov., Desmanthus leptostachys DC.  und Dichrostachys nutans (Pers.) Benth. oder Mimosa glomerata Forssk.
Es werden verschiedene Unterarten und Varietäten unterschieden.

## Nutzung
Das eine hohe Dichte aufweisenden Holz des Farbkätzchenstrauchs wird als Brennstoff verwendet und lässt sich zu hochwertiger, langsam brennender Holzkohle verarbeiten.